# Peter Burke (polityk)
Peter Burke (ur. 22 października 1982 w m. Mullingar) – irlandzki polityk, deputowany, od 2024 minister.

## Życiorys
Kształcił się w szkole podstawowej i średniej w rodzinnej miejscowości. W 2004 ukończył studia z zakresu handlu na NUI Galway. Uzyskał kwalifikacje biegłego rewidenta. Pracował w przedsiębiorstwie z branży księgowej i audytorskiej. Zaangażował się w działalność polityczną w ramach Fine Gael. W 2009 został radnym miasta Mullingar oraz radnym hrabstwa Westmeath. W 2016 uzyskał mandat deputowanego do Dáil Éireann 32. kadencji. Z powodzeniem ubiegał się o poselską reelekcję w wyborach w 2020 i 2024.
W lipcu 2020 został ministrem stanu do spraw samorządów i planowania. W grudniu 2022 przeszedł na tożsamą funkcję w departamentach spraw europejskich i obrony. W kwietniu 2024 objął urząd ministra przedsiębiorczości, handlu i zatrudnienia w nowo powołanym rządzie Simona Harrisa. W styczniu 2025 w utworzonym wówczas drugim gabinecie Micheála Martina został natomiast ministrem przedsiębiorczości, turystyki i zatrudnienia.